# (37671) 1994 UY11
1994 يو واي 11 (ويعرف أيضًا باسم (37671) 1994 يو واي 11 وفق تسمية الكوكب الصغير) (بالإنجليزية: 1994 UY11)‏ هو كويكب ضمن حزام الكويكبات؛ وترتيبه 37671 من حيث الاكتشاف.
اكتُشف هذا الجُرم الفلكي بواسطة Palomar Planet-Crossing Asteroid Survey ‏ في 31 أكتوبر 1994.

## وصلات خارجية
- (37671) 1994 UY11 في قاعدة بيانات مختبر الدفع النفاث لأجرام النظام الشمسي الصغيرة

- الاكتشاف · مخطط المدار ·  العناصر المدارية · المعلمات المادية

- (37671) 1994 UY11 على موقع ويكي سكاي: DSS2, SDSS, GALEX, IRAS, Hydrogen α, X-Ray, Astrophoto, Sky Map, Articles and images